# Asplenium hemionitis
Asplenium hemionitis — вид рослин родини аспленієві (Aspleniaceae).

## Морфологія
Середнього розміру, вічнозелена рослина досягає у висоту від 10 до 50 см. Спори дозрівають з жовтня по червень. Листова пластина спочатку блідо-зелена, шкіряста і у формі серця, але пізніше темно-зелена, спис-подібна. Вони можуть вирости до 25 см, з однаково довгими, від червонувато-коричневого до темно-коричневого кольору черешка. Немає морфологічних розходжень між стерильними і фертильними листками. Спори дозрівають з жовтня по червень.

## Поширення, біологія
Країни поширення: Португалія, Гібралтар, Іспанія, Марокко та Алжир, а також Канарські острови, Мадейра, Азорські острови і Острови Зеленого Мису. Населяє тінисті ущелини і лаврові ліси на висотах 500 до 1600 м. Це наземна рослина, хоча іноді може бути епіфітною чи епілітною і з'являтися на стовбурах дерев і на камінні.

## Охорона
Стан більшості природних популяцій виду в межах ареалу залишається більш-менш стабільним. Саме тому він, згідно з Червоним списком МСОП, отримав охоронний статус «відносно благополучний вид». Але в окремих регіонах спостерігається тенденція до зниження чисельності популяції виду, що потребує запровадження охоронних заходів. Тому, Asplenium hemionitis занесений до Додатку І Бернської конвенції (охоронна категорія: вид підлягає особливій охороні), а також до Директиви Європейського Союзу 92/43/ЄС «Про збереження природних оселищ та видів природної фауни і флори» (Додаток IV. Види рослин і тварин, що становлять особливий інтерес для Європейського Союзу, які потребують суворих заходів охорони).

## Галерея

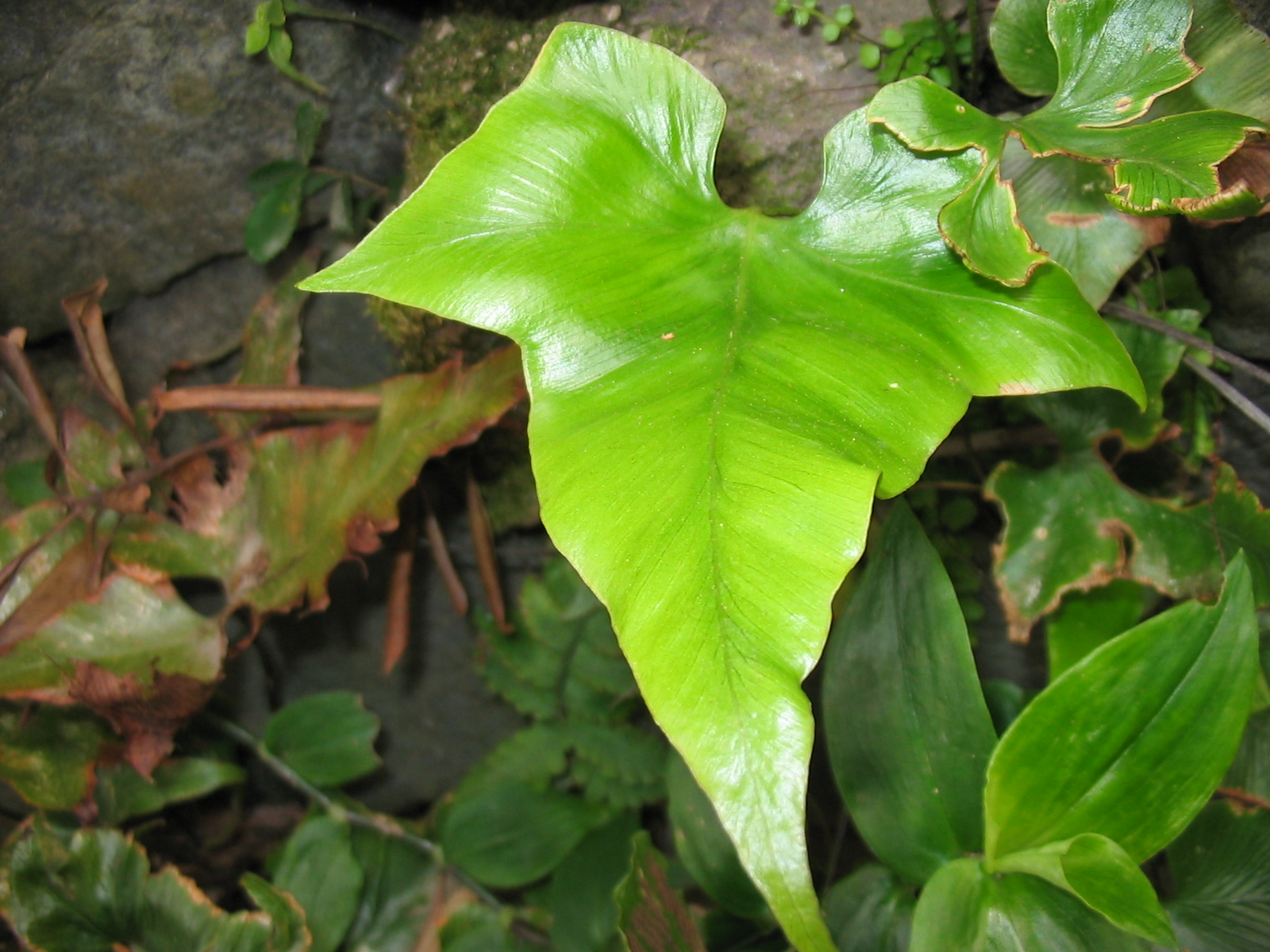
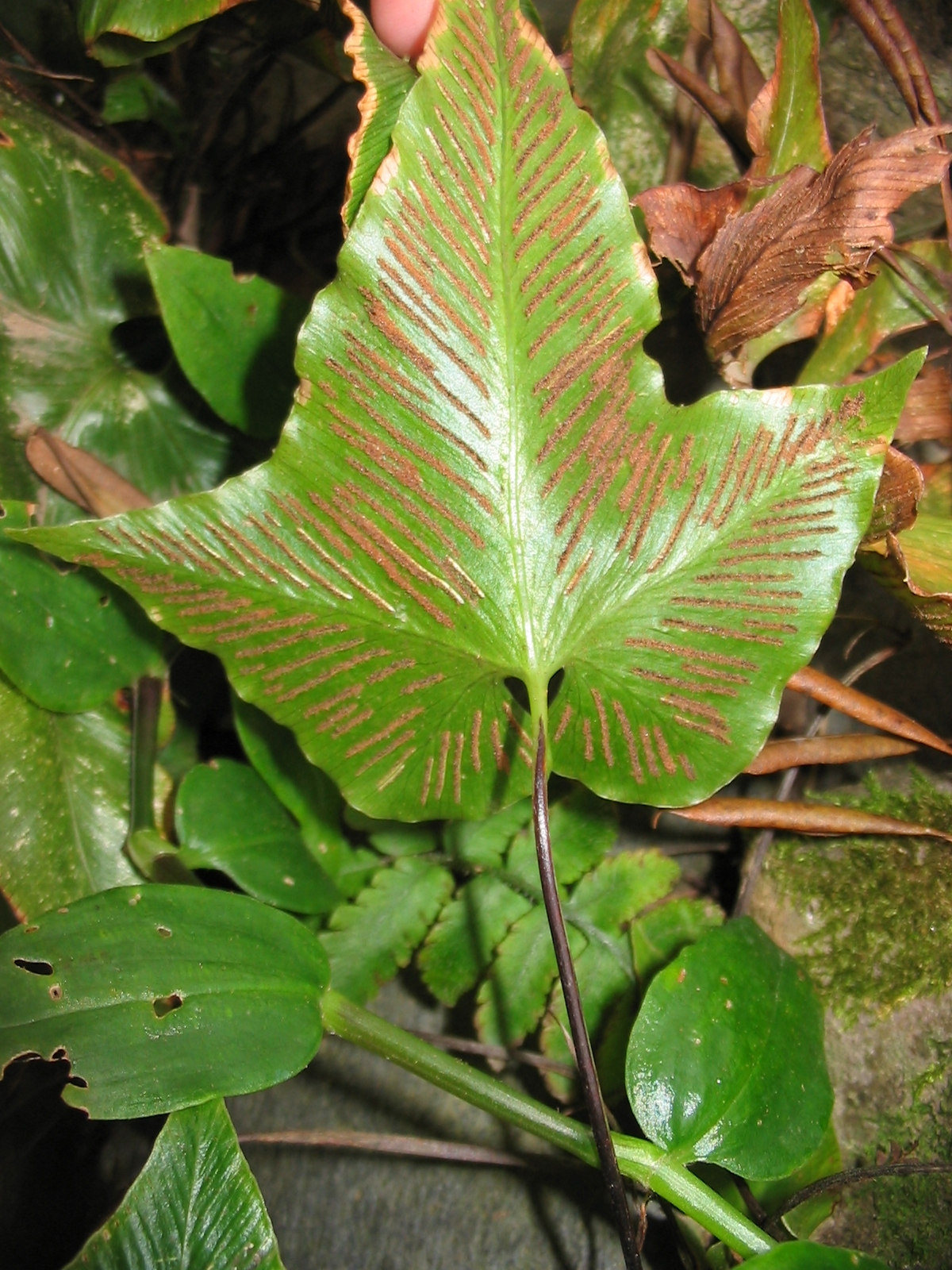
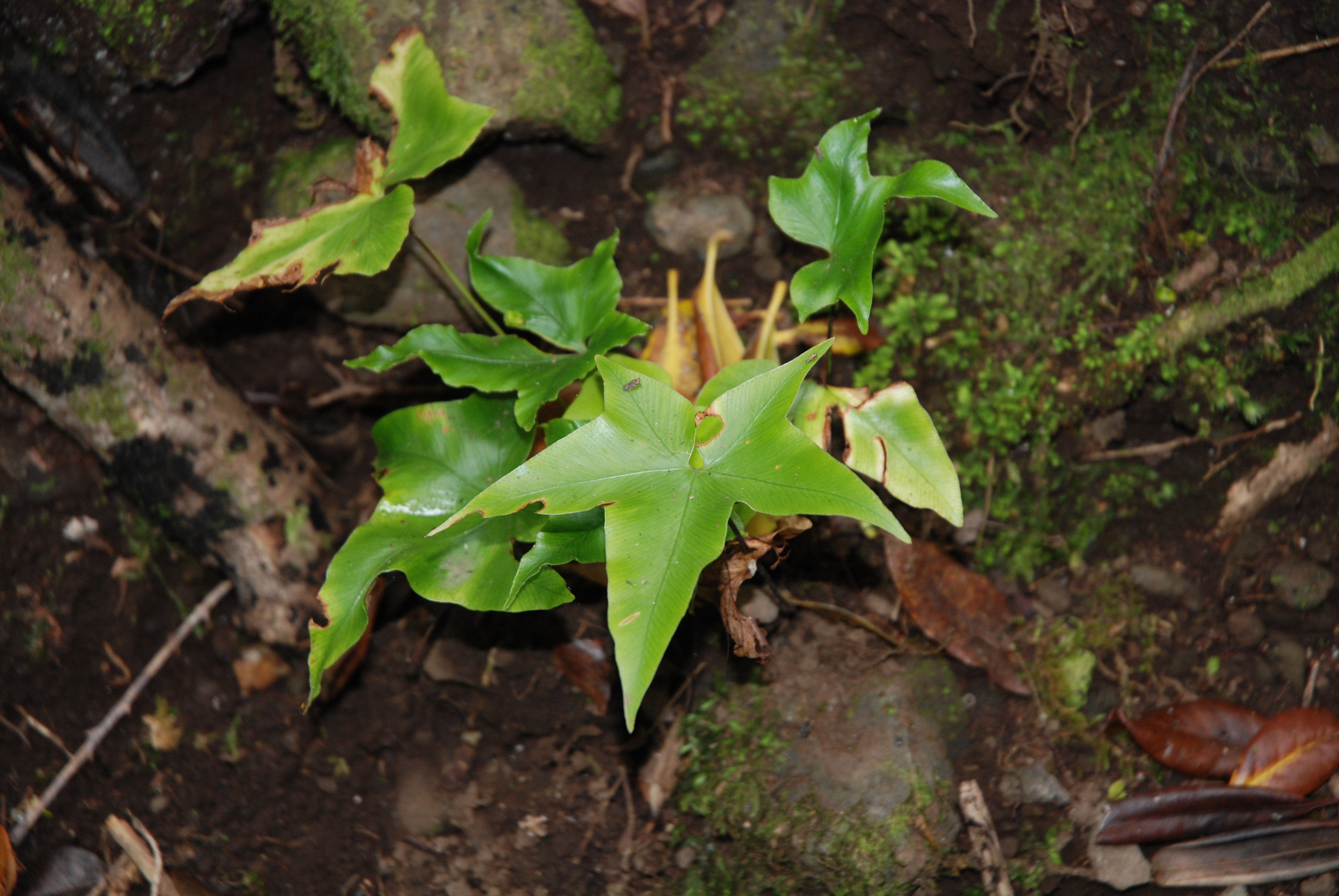

| Папороті | Це незавершена стаття про папороті. Ви можете допомогти проєкту, виправивши або дописавши її. |